# 나루미촌 (돗토리현 사이하쿠군)
나루미촌(일본어: 成実村)은 일본 돗토리현 사이하쿠군에 있던 촌이다. 요나고 평야의 남부, 가모강 유역에 위치해 있다.

## 역사
- 1889년 10월 1일 - 정촌제 시행에 의해 아이미군 나루미촌이 성립하였다.
- 1896년 4월 1일 - 군의 통합에 의해 사이하쿠군에 소속되었다.
- 1954년 6월 1일 - 요나고시에 편입해 폐지되었다.

## 참고문헌
- 『米子商業史』』（1990年、編纂・著作 米子商工会議所米子商業史編纂特別委員会、1990年、499-502頁）
- 『市町村名変遷辞典』（東京堂出版、1990年）